# Grip Inc.
Grip Inc. – międzynarodowa grupa muzyczna wykonująca groove metal. Powstała w 1993 roku w z inicjatywy polskiego producenta muzycznego Waldemara Sorychty oraz amerykańskiego perkusisty Dave’a Lombardo znanego z występów w grupie Slayer. Skład formacji uzupełnił brytyjski wokalista Gus Chambers. Również w 1993 roku na krótko do grupy dołączyli Amerykanie: Chaz Grimaldi (gitara basowa) i Bobby Gustafson (gitara).
W 1995 roku do grupy dołączył basista Jason Viebrooks. 7 marca tego samego roku ukazał się debiutancki album studyjny Grip Inc. pt. Power of Inner Strength. Nagrania ukazały się nakładem wytwórni muzycznej SPV GmbH.  Wydawnictwo poprzedził singel pt. Ostracized. 25 lutego 1997 roku ukazał się drugi album formacji pt. Nemesis. Płyta dotarła do 94. miejsca holenderskiej listy sprzedaży. Wkrótce potem Grip Inc. opuścił Viebrooks, którego zastąpił Stuart Carruthers.
23 lutego 1999 roku został wydany trzeci album zespołu zatytułowany Solidify. Album poprzedził singel pt. Griefless. Płyta dotarła do 65. miejsca francuskiej listy sprzedaży. 16 marca 2004 roku ukazał się czwarty album studyjny formacji pt. Incorporated. W ramach promocji do utworu "Curse (of the Cloth)" został zrealizowany teledysk. Płyta dotarła do 140. miejsca francuskiej listy sprzedaży. W 2006 roku zespół zaprzestał działalności.
13 października 2008 roku wokalista grupy Gus Chambers popełnił samobójstwo. W 2015 roku do sprzedaży trafił minialbum zespołu zatytułowany Hostage to Heaven z wcześniej niepublikowanymi nagraniami.

## Dyskografia
Albumy
| Power of Inner Strength     | - Data: 7 marca 1995 - Wydawca: Steamhammer, SPV GmbH   | –   | –  | 91 | –  |
| Nemesis                     | - Data: 25 lutego 1997 - Wydawca: Steamhammer, SPV GmbH | –   | 94 | 75 | –  |
| Solidify                    | - Data: 23 lutego 1999 - Wydawca: Steamhammer, SPV GmbH | 65  | –  | 58 | –  |
| Incorporated                | - Data: 16 marca 2004 - Wydawca: Steamhammer, SPV GmbH  | 140 | –  | –  | 45 |
| "—" album nie był notowany. |                                                         |     |    |    |    |

Minialbumy
| Tytuł             | Dane dot. albumu                                    |
| ----------------- | --------------------------------------------------- |
| Hostage to Heaven | - Data: 9 czerwca 2015 - Wydawca: Knife Fight Media |